# Daan
Cet article concerne le groupe Daan et ne doit pas être confondu avec son membre-fondateur Daan Stuyven.
 (février 2023).

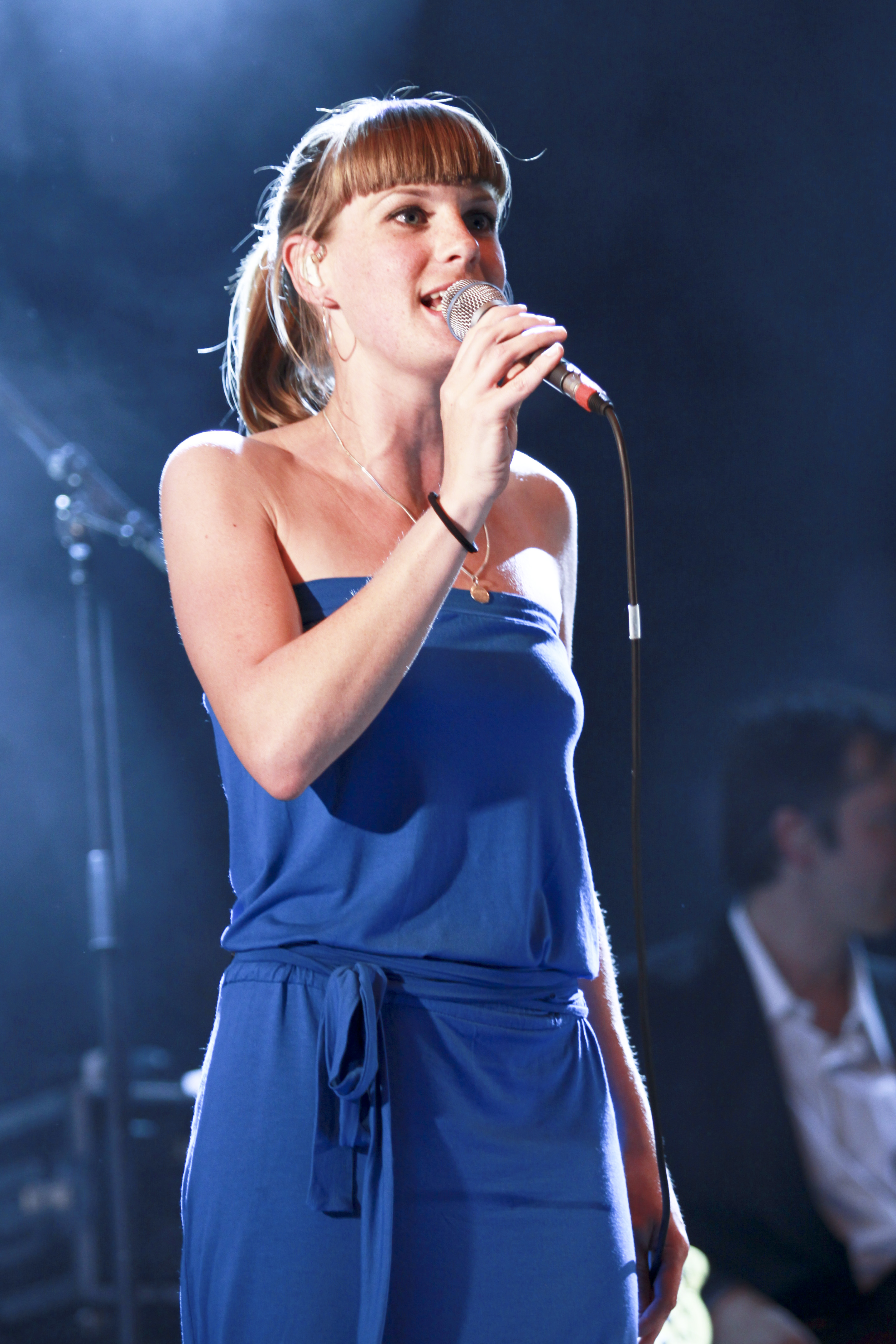
Isolde Lasoen, batteuse et chanteuse du groupe

Daan est un groupe de musique belge et un projet solo de Daan Stuyven, connu sous son prénom de Daan, compositeur, chanteur, guitariste et acteur belge, né à Louvain en 1969. 

## Répertoire
Les chansons couvrent un registre allant du rock à l'électro, généralement interprétées en anglais. Quelques-unes le sont en français, mais elles existent aussi en version anglaise, enregistrées ou non, notamment : Le vaurien / The Fool, Icon / La gueule du loup, Drink and Drive / Boire ou conduire, The player / Le joueur.
Plusieurs chansons sont interprétées en néerlandais, dont la reprise de De lichtjes van de Schelde (« Les petites lumières de l'Escaut ») lors de l'enterrement de Bobbejaan Schoepen en 2010, ou encore Landmijn, brûlot contre Bart de Wever,.
L'un des albums du groupe, Manhay, porte le nom de la commune de Manhay. Daan Stuyven possédait une maison dans les environs, dans les Ardennes belges, mais il n'habitait pas à Manhay. Le nom de Manhay sonnant bien, il a été utilisé pour l'album. (Depuis 2014, il a déménagé dans la banlieue bruxelloise). 
En novembre 2014, sort le coffret Total, comprenant 170 titres, dont les albums Sidekicks (faces B)The Thief (reprises), et The Lost Album (album non publié), inédits.
Il publie en février 2015 The Mess, un album ne comprenant que deux inédits, et donc essentiellement constitué de chansons précédemment parues, mais réenregistrées en trio, ainsi que cela avait été précédemment fait avec Simple en 2010.
Le 22 mai 2016, lors d'une cérémonie d'hommage aux victimes des attentats de Bruxelles du 22 mars 2016, il chante La Brabançonne dans les trois langues nationales belges, ainsi que la chanson Bruxelles de Dick Annegarn, repopularisée par les événements.

## Membres du groupe
Lors de ses concerts, la composition de l'équipe est la suivante :
- Daan Stuyven (chant et guitare)
- Steven Janssens (guitare)
- Otti Van Der Werf (basse)
- Isolde Lasoen (percussions)
- Jeroen Swinnen (synthétiseur)
- Jo Hermans (trompette)

Pour les concerts acoustiques depuis 2011 :
- Daan Stuyven (chant, piano et guitare)
- Isolde Lasoen (percussions, carillon, vibraphone, trompette et chœurs)
- Jean-François Assy (violoncelle et vibraphone)